# Harris Yulin
Harris Yulin (Los Angeles, 5 novembre 1937 – New York, 10 giugno 2025) è stato un attore statunitense.
È stato uno dei caratteristi più riconoscibili di Hollywood, presente in numerose pellicole cinematografiche di successo a partire dal 1970.

## Vita privata
Yulin si sposò con l'attrice Gwen Welles fino alla morte di quest'ultima nel 1993. Rimasto vedovo, contrasse un nuovo matrimonio con Kristen Lowman.

## Filmografia parziale

### Cinema
- End of the Road, regia di Aram Avakian (1970)
- Doc, regia di Frank Perry (1971)
- L'uomo di mezzanotte (The Midnight Man), regia di Roland Kibbee e Burt Lancaster (1974)
- Bersaglio di notte (Night Moves), regia di Arthur Penn (1975)
- Candidato all'obitorio (St. Ives), regia di J. Lee Thompson (1976)
- Scarface, regia di Brian De Palma (1983)
- Fatal Beauty, regia di Tom Holland (1987)
- The Believers - I credenti del male (The Believers), regia di John Schlesinger (1987)
- Vivere nel terrore (Bad Dreams), regia di Andrew Fleming (1988)
- Berlino - Opzione zero (Judgment in Berlin), regia di Leo Penn (1988)
- Un'altra donna (Another Woman), regia di Woody Allen (1988)
- Ghostbusters II - Acchiappafantasmi II (Ghostbusters II), regia di Ivan Reitman (1989)
- Rischio totale (Narrow Margin), regia di Peter Hyams (1990)
- Analisi finale (Final Analysis), regia di Phil Joanou (1992)
- Sotto il segno del pericolo (Clear and Present Danger), regia di Phillip Noyce (1994)
- Corsari (Cutthroat Island), regia di Renny Harlin (1995)
- Loch Ness, regia di John Henderson (1996)
- Mi sdoppio in 4 (Multiplicity), regia di Harold Ramis (1996)
- Riccardo III - Un uomo, un re (Looking for Richard), regia di Al Pacino (1996)
- Murder at 1600 - Delitto alla Casa Bianca (Murder at 1600), regia di Dwight H. Little (1997)
- Mr. Bean - L'ultima catastrofe (Bean (Bean: The Ultimate Disaster Movie)), regia di Mel Smith (1997)
- Hurricane - Il grido dell'innocenza (The Hurricane), regia di Norman Jewison (1999)
- The Million Dollar Hotel, regia di Wim Wenders (1999)
- Fashion Crimes (Perfume), regia di Michael Rymer e Hunter Carson (2001)
- Training Day, regia di Antoine Fuqua (2001)
- Colpo grosso al drago rosso - Rush Hour 2 (Rush Hour 2) (2001)
- Gli ultimi fuorilegge (American Outlaws), regia di Les Mayfield (2001)
- Il club degli imperatori (The Emperor's Club), regia di Michael Hoffman (2002)
- Fur - Un ritratto immaginario di Diane Arbus (Fur: An imaginary portrait of Diane Arbus), regia di Steven Shainberg (2006)
- Amore e altri enigmi (The Treatment), regia di Oren Rudavsky (2006)
- My Soul to Take - Il cacciatore di anime (My Soul to Take), regia di Wes Craven (2010)
- Come un tuono (The Place Beyond the Pines), regia di Derek Cianfrance (2013)
- Muhammad Ali's Greatest Fight, regia di Stephen Frears (2013)
- Omni Loop, regia di Bernardo Britto (2024)

### Televisione
- Kojak – serie TV, episodio 1x14 (1974)
- La casa nella prateria (Little House on the Prairie) – serie TV, episodio 1x20 (1975)
- La lunga notte di Entebbe (Victory at Entebbe), regia di Marvin J. Chomsky – film TV (1976)
- Alla conquista del West (How the West Was Won) – serie TV (1979)
- Linea diretta (WIOU) – serie TV, 14 episodi (1990-1991)
- The Heart of Justice, regia di Bruno Barreto – film TV (1992)
- Star Trek: Deep Space Nine – serie TV, episodio 1x19 (1993)
- Truman, regia di Frank Pierson – film TV (1995)
- Minaccia nell'Atlantico (Hostile Waters), regia di David Drudy – film TV (1997)
- Buffy, l'ammazzavampiri (Buffy the Vampire Slayer) – serie TV, 3 episodi (1999-2002)
- X-Files (The X-Files) – serie TV, episodio 7x19 (2000)
- 24 – serie TV, 9 episodi (2002-2003)
- The Blacklist – serie TV, 1 episodio (2015)
- Veep - Vicepresidente incompetente (Veep) – serie TV, 2 episodi (2016)
- Unbreakable Kimmy Schmidt – serie TV, 5 episodi (2016-2017)
- Ozark – serie TV, 12 episodi (2017-2018)
- Billions – serie TV, 3 episodi (2018-2019)
- Divorce – serie TV, 4 episodi (2019)
- Un volto, due destini - I Know This Much Is True (I Know This Much Is True), regia di Derek Cianfrance – miniserie TV, puntata 6 (2020)
- FBI: Most Wanted – serie TV, episodio 4x07 (2022)
- And Just Like That... – serie TV, episodio 3x04 (2025)

## Doppiatori italiani
Nelle versioni in italiano delle opere in cui ha recitato, Harris Yulin è stato doppiato da:
- Luciano De Ambrosis in Bersaglio di notte, Sotto il segno del pericolo, Colpo grosso al Drago Rosso - Rush Hour 2, Fur - Un ritratto immaginario di Diane Arbus, Damages, Come un tuono, L'incredibile vita di Norman
- Pietro Biondi in Loch Ness, Mr. Bean - L'ultima catastrofe, Game 6, 24, Ozark, Unbreakable Kimmy Schmidt, Divorce
- Bruno Alessandro in The Million Dollar Hotel, Nikita (2011), Pan Am, La famiglia Fang, Un volto, due destini - I Know This Much is True
- Franco Zucca in Law & Order - I due volti della giustizia (ep. 19x02), Canterbury's Law, The Blacklist
- Carlo Alighiero in Candidato all'obitorio, Scarface
- Gianni Bonagura in Ghostbusters II - Acchiappafantasmi II, Hurricane - Il grido dell'innocenza
- Giorgio Lopez in Vivere nel terrore, Forever
- Carlo Sabatini in The Believers - I credenti del male, Analisi finale
- Sergio Graziani in Mi sdoppio in 4, Corsari
- Piero Tiberi in Caccia al tesoro, Un'altra donna
- Dante Biagioni in Fashion Crimes, Entourage
- Vittorio Di Prima in X-Files, Il club degli imperatori
- Michele Gammino in Frasier, My Soul to Take - Il cacciatore di anime
- Carlo Valli in FBI: Most Wanted, And Just Like That...
- Massimo Foschi in Doc
- Sergio Fantoni in Alla conquista del West
- Luciano Melani in Fatal Beauty
- Sandro Iovino ne Il prezzo della libertà
- Giancarlo Padoan in Riccardo III - Un uomo, un re
- Elio Zamuto in Law & Order - I due volti della giustizia (ep. 4x16)
- Luigi Montini in Star Trek - Deep Space Nine
- Manlio De Angelis in Squadra emergenza
- Renzo Stacchi in Rischio totale
- Vittorio Congia in Nikita (1997)
- Gil Baroni ne Gli ultimi fuorilegge
- Dario Penne in Cashmere Mafia
- Emilio Cappuccio in Muhammad Ali's Greatest Fight
- Claudio Parachinetto in Law & Order: Criminal Intent
- Sergio Tedesco in Buffy l'ammazzavampiri (ep. 3x12 e 5x12)
- Paolo Buglioni in Buffy l'ammazzavampiri (ep. 7x09)
- Ugo Maria Morosi in Training Day
- Carlo Reali in Veep - Vicepresidente incompetente
- Rodolfo Traversa in Billions
- Gino La Monica in Rischio totale (ridoppiaggio)